# Miljöaktuellt
Miljöaktuellt var Sveriges största, oberoende tidning om hållbar utveckling (miljömässigt och socialt ansvarstagande) för proffs och beslutsfattare mellan 1973 och 2016. 
Tidningen grundades 1973 av Naturvårdsverket och var i dess ägo fram till 2007 då tidningen togs över det internationella facktidningsförlaget IDG där den fusionerades med Dagens Miljö. I samband med sammanslagningen blev Dagens Miljös tidigare chefredaktör Mikael Salo chefredaktör och ansvarig utgivare för Miljöaktuellt.
Miljöaktuellt gav även ut nyhetsbreven M-plus och Miljöaktuellt Karriär.
Miljöaktuellt arrangerade även ett stort antal seminarier och konferenser. Exempelvis:
- Sustainability Day, en konferens om hållbar affärsutveckling.
- Grön upphandling, Sveriges konferens om hållbar upphandling.
- Sustainable Innovation Day, om finansiering och kommersialisering av miljöinnovationer.
- Miljöaktuellt Arena Almedalen, som samlade miljörelaterade seminarier, föredrag och debatter under politikerveckan i Visby.

Hösten 2015 förvärvades Miljöaktuellt av Bonnier Business Media (BBM). BBM hade året innan köpt aktiemajoriteten i konkurrenten Miljörapporten och tog snart helt över denna tidning.
I april 2016 gick de båda varumärkena upp i det nya gemensamma namnet Aktuell Hållbarhet som beskriver sig som Nordens största och ledande kunskaps- och medieföretag inom miljö, hållbarhet och CSR. Fokus i verksamheten är kunskapsbildande och journalistiska produkter som omvärldsbevakning, magasin, nyhetsbrev, konferenser och utbildningar för proffs och beslutsfattare inom hållbarhetsområdet. Mikael Salo var från starten chefredaktör och ansvarig utgivare för den sammanslagna tidningen. 